# Імперія-Сіті (фільм)
Імперія-Сіті (англ. Empire City) — американський трилер 1991 року.

## Сюжет
Детективи Джо Андре і Ненсі Краус розслідують таємниче вбивство багатого бізнесмена Міккі Поля, вчинене невідомим волоцюгою в єнотовому пальті.

## У ролях
- Майкл Паре — Джо Андре
- Робін Крістофер — Келлі Карнахан
- Аскія Банту — Леон
- Джозеф Буффоліно — IAD 1
- Меган Мур Барнс — Грейс
- Джин Кенфілд — Річі Хоган
- Моріс Чассе — водій
- Пітер Фречетт
- Луїс Гусман
- Мері Мара — Ненсі Краус
- Крістін Мур — Джеймі Муллейн
- Марк Мозес
- Ліз Моклей — місіс Буасьє
- Ларрі Муллейн — детектив Дуган
- Е.Дж. Мюррей — IAD 2
- Роб Райлі — Бик Махер
- Пол Сандберг — Міккі Поль
- Майкл Скевес — швейцар
- Бо Старр
- Нідія Родрігез Террачіна — покоївка
- Ральф Валатка — начальник поліції Хантлі
- Рон Вотер
- Лаура Вайт — Барбара Карнахан